# Zwartrugduiker
De zwartrugduiker (Cephalophus dorsalis)  is een zoogdier uit de familie van de holhoornigen (Bovidae). De wetenschappelijke naam van de soort werd voor het eerst geldig gepubliceerd door Gray in 1846.